# La Chapelle-Thècle
Pour les articles homonymes, voir La Chapelle.
La Chapelle-Thècle est une commune française située dans le département de Saône-et-Loire, en région Bourgogne-Franche-Comté.

## Géographie
La Chapelle-Thècle fait partie de la Bresse louhannaise. Elle est située à environ 43 km de Mâcon, Chalon-sur-Saône, Bourg-en-Bresse, et Lons-le-Saunier.

### Lieux-dits et écarts
Les Dézarets, Coilliat, la Devise, Frettechise, Grand Bordey, Petit Bordey, Grand Marcillat, Marcillat, la Mare Dandon, le Mathoran, le Mont du Chat, le Quart Joly, les Robins.

### Hydrographie

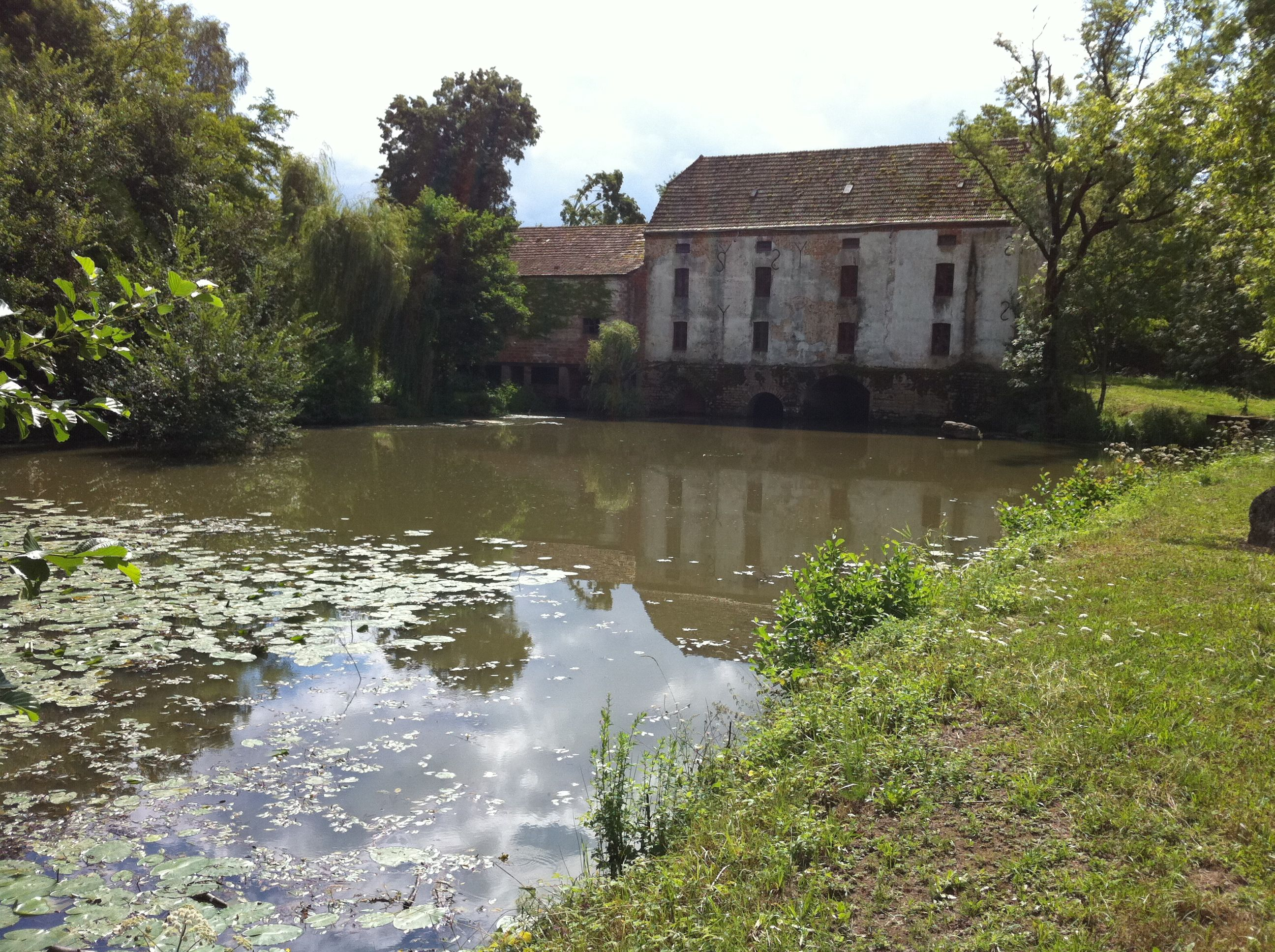
Moulin sur la Sâne Vive, à La Chapelle-Thècle.

La Sâne Vive, ainsi que les ruisseaux de la Voye et des Fatys traversent la commune. Les deux derniers y confluent avec la première.

### Climat
Pour des articles plus généraux, voir Climat de la Bourgogne-Franche-Comté et Climat de Saône-et-Loire.
En 2010, le climat de la commune est de type climat océanique dégradé des plaines du Centre et du Nord, selon une étude du Centre national de la recherche scientifique s'appuyant sur une série de données couvrant la période 1971-2000. En 2020, Météo-France publie une typologie des climats de la France métropolitaine dans laquelle la commune est exposée à un climat semi-continental et est dans la région climatique Bourgogne, vallée de la Saône, caractérisée par un bon ensoleillement (1 900 h/an), un été chaud (18,5 °C), un air sec au printemps et en été et des vents faibles.
Pour la période 1971-2000, la température annuelle moyenne est de 11,4 °C, avec une amplitude thermique annuelle de 18 °C. Le cumul annuel moyen de précipitations est de 958 mm, avec 11,3 jours de précipitations en janvier et 7,7 jours en juillet. Pour la période 1991-2020, la température moyenne annuelle observée sur la station météorologique de Météo-France la plus proche, « Montpont », sur la commune de Montpont-en-Bresse à 4 km à vol d'oiseau, est de 11,8 °C et le cumul annuel moyen de précipitations est de 1 026,2 mm. 
La température maximale relevée sur cette station est de 40,3 °C, atteinte le 31 juillet 2020 ; la température minimale est de −16,5 °C, atteinte le 20 décembre 2009,,.
Les paramètres climatiques de la commune ont été estimés pour le milieu du siècle (2041-2070) selon différents scénarios d'émission de gaz à effet de serre à partir des nouvelles projections climatiques de référence DRIAS-2020. Ils sont consultables sur un site dédié publié par Météo-France en novembre 2022.

## Urbanisme

### Typologie
Au 1er janvier 2024, La Chapelle-Thècle est catégorisée commune rurale à habitat très dispersé, selon la nouvelle grille communale de densité à sept niveaux définie par l'Insee en 2022.
Elle est située hors unité urbaine et hors attraction des villes,.

### Occupation des sols
L'occupation des sols de la commune, telle qu'elle ressort de la base de données européenne d’occupation biophysique des sols Corine Land Cover (CLC), est marquée par l'importance des territoires agricoles (84,2 % en 2018), une proportion sensiblement équivalente à celle de 1990 (84,6 %). La répartition détaillée en 2018 est la suivante : terres arables (30 %), prairies (28,8 %), zones agricoles hétérogènes (25,4 %), forêts (13,9 %), zones urbanisées (1,9 %). L'évolution de l’occupation des sols de la commune et de ses infrastructures peut être observée sur les différentes représentations cartographiques du territoire : la carte de Cassini (XVIIIe siècle), la carte d'état-major (1820-1866) et les cartes ou photos aériennes de l'IGN pour la période actuelle (1950 à aujourd'hui).

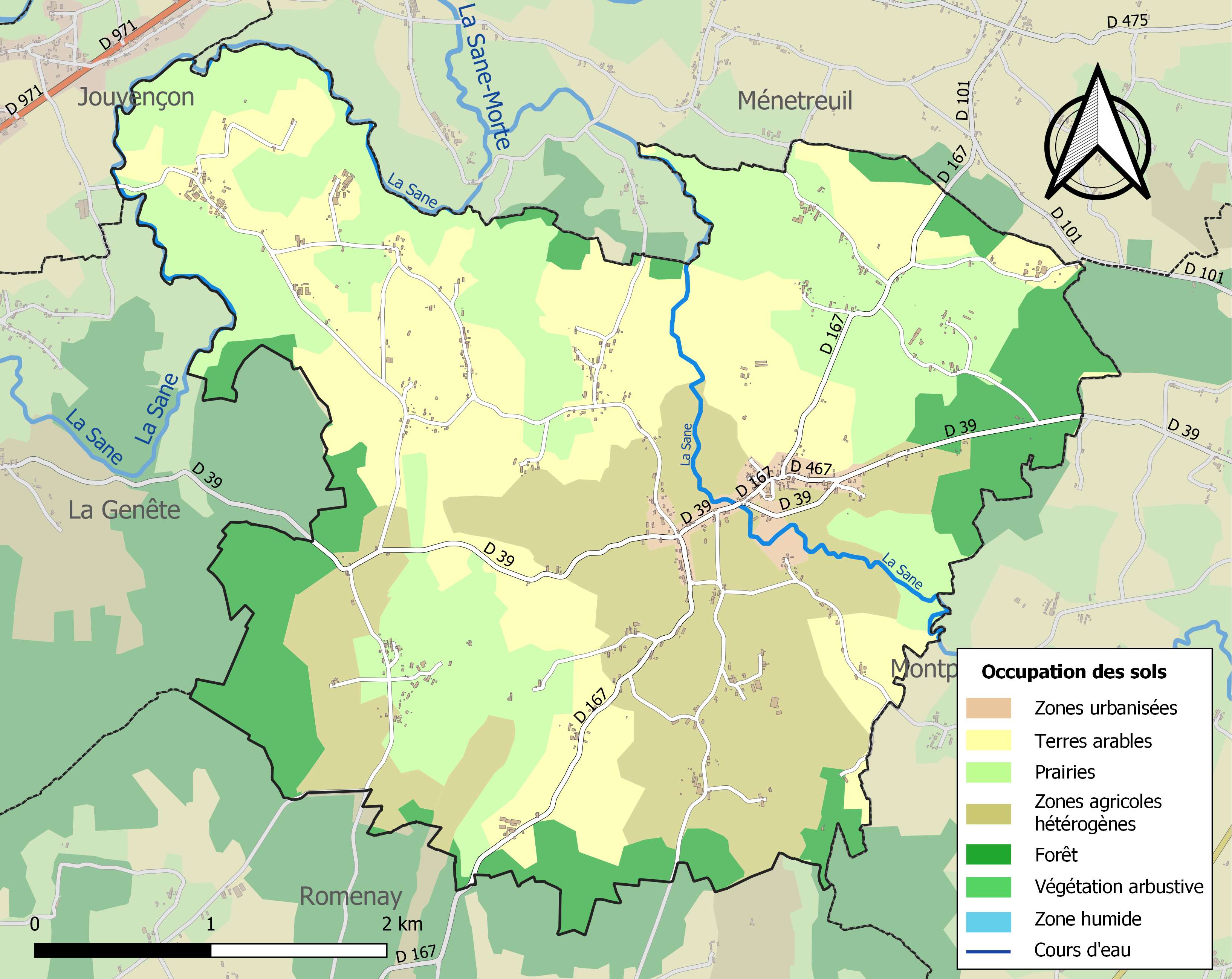
Carte des infrastructures et de l'occupation des sols de la commune en 2018 (CLC).

## Histoire
Sous l'Ancien Régime, la paroisse Saint-Thècle relevait du diocèse de Lyon et de l'archiprêtré de Bâgé. En 1749, au hameau de Bordey, un loup dévora sept enfants, comme le rappelle une inscription gravée sur l'une des poutres d'une maison du hameau.
Lors de la Révolution française, le village fut séparé en deux : une partie était rattachée à la Saône-et-Loire (canton de Montpont), l'autre à l'Ain (canton de Saint-Trivier). Elles furent réunies entre le 14 octobre 1794 en une seule commune (faisant partie de la Saône-et-Loire),.
À la même époque, la commune s'appela provisoirement Sâne-la-Vive.
Capella Sancte Thecle, 1155 (Guillemin). — Sancta Thecla, vers 1225 (Longnon, Pouillés, p. 25). — La Teclas, 1272 (Guichenon, pr., p. 14, Hist. de Bresse,). — La Chapelle, 1368 (C.O.,B 1256). — Thecla, XIVes. (Longnon, Pouillés, p. 60). — Parrochia Capelle Tecle, 1421 (C.O., B721, f. 70). — la Chappelle Tecle, 1476 (C.O., B11522, f. 96 v.). —La Chapelle-Sainte-Tecle, 1763 (États Cassini). — La Chapelle-Tècle, 1783 (Nouv. état gén., f.140 v.). — Sâne-la-Vive, 1793 (Lex,Noms révol., p. 669). — Chapelle-Tècle, an X (Bull. des lois, no 157). — La Chapelle-Thècle, 1845 (État-major).
En 1789, La Chapelle-Thècle dépendait pour une partie du bailliage de Chalon-sur-Saône et de la recette de Saint-Laurent et pour l’autre partie des bailliage et recette de Bourg-en-Bresse. Son église, sous le vocable de sainte Thècle, du diocèse de Lyon, archiprêtré de Bagé, à la collation de la collégiale Saint-Pierre de Mâcon.

## Politique et administration

### Tendances politiques et résultats

#### Élections présidentielles
Le village de La Chapelle-Thècle place en tête à l'issue du premier tour de l'élection présidentielle française de 2017, Marine Le Pen (RN) avec 29,10 % des suffrages. Mais lors du second tour, Emmanuel Macron (LaREM) est en tête avec 52,55 %.

#### Élections législatives
Le village de La Chapelle-Thècle faisant partie de la quatrième circonscription de Saône-et-Loire, place lors du 1er tour des élections législatives françaises de 2017, Cécile Untermaier (PS) avec 32,02 % ainsi que lors du second tour avec 62,16 % des suffrages.
Lors du 1er tour des élections législatives françaises de 2022, Cécile Untermaier (PS), députée sortante, arrive en tête avec 40,27 % des suffrages comme lors du second tour, avec cette fois-ci, 56,65 % des suffrages.

#### Élections régionales
Le village de La Chapelle-Thècle place la liste « Notre Région Par Cœur » menée par Marie-Guite Dufay, présidente sortante (PS) en tête, dès le 1er tour des élections régionales de 2021 en Bourgogne-Franche-Comté, avec 32,17 % des suffrages. Lors du second tour, les habitants décideront de placer de nouveau la liste de « Notre Région Par Cœur » menée par Marie-Guite Dufay, présidente sortante (PS) en tête, avec cette fois-ci, près de 48,08 % des suffrages. Devant les autres listes menées par Julien Odoul (RN) en seconde position avec 24,36 %, Gilles Platret (LR), troisième avec 23,08 % et en dernière position celle de Denis Thuriot (LaREM) avec 4,49 %. Il est important de souligner une abstention record lors de ces élections qui n'ont pas épargné le village de la Chapelle-Thècle avec lors du premier tour 62,75 % d'abstention et au second, 59,25 %.

#### Élections départementales
Le village de La Chapelle-Thècle faisant partie du canton de Cuiseaux place le binôme de Frédéric Cannard (DVG) et Sylvie Chambriat (DVG), en tête, dès le 1er tour des élections départementales de 2021 en Saône-et-Loire avec 65,49 % des suffrages. Lors du second tour, les habitants décideront de placer de nouveau le binôme de Frédéric Cannard (DVG) et Sylvie Chambriat (DVG), en tête, avec cette fois-ci, près de 79,08 % des suffrages. Devant l'autre binôme menée par Sébastien Fierimonte (DIV) et Carole Rivoire-Jacquinot (DIV) qui obtient 20,92 %. Il est important de souligner une abstention record lors de ces élections qui n'ont pas épargné le village de la Chapelle-Thècle avec lors du premier tour 62,75 % d'abstention et au second, 59,00 %.

### Liste des maires de la Chapelle-Thècle

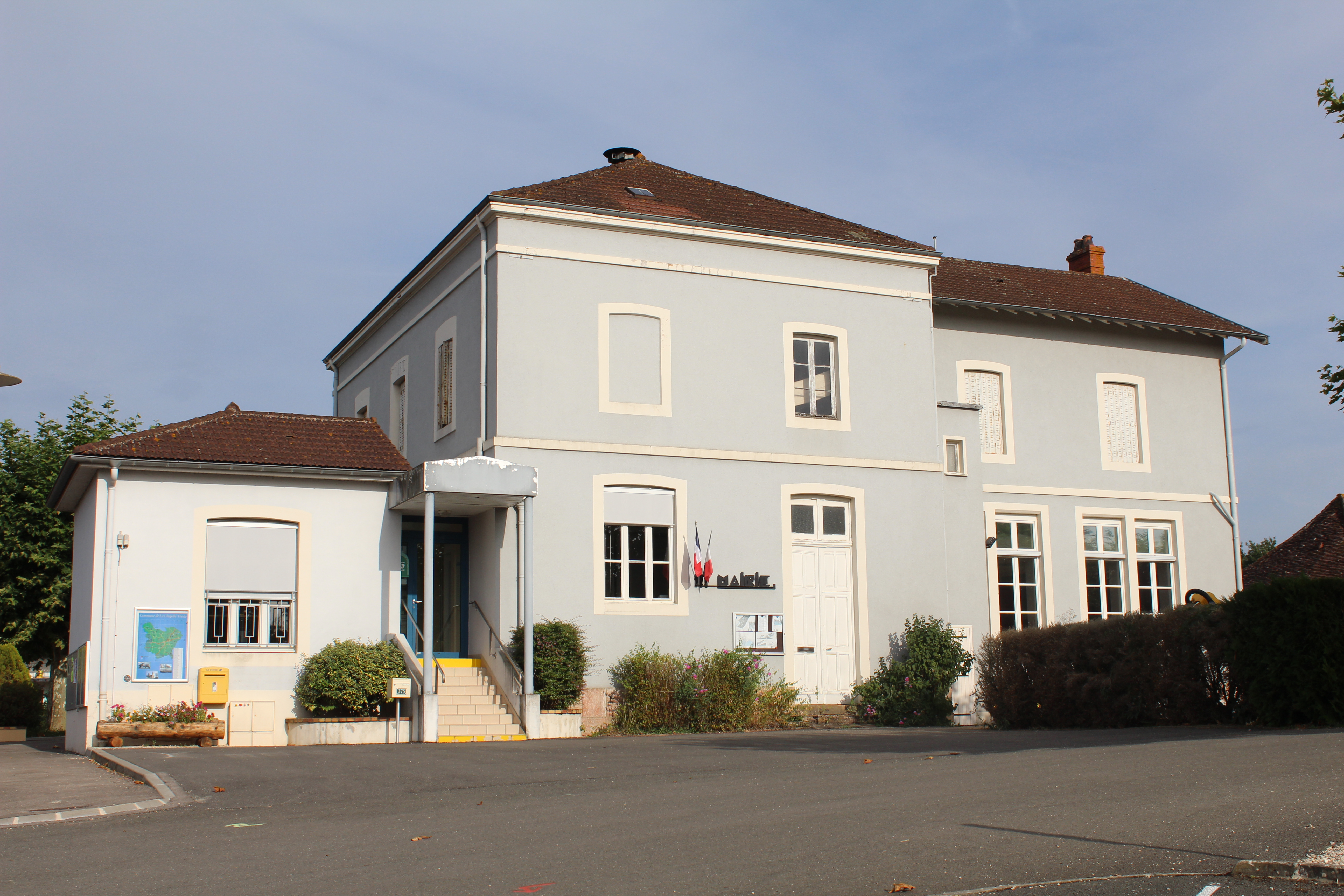
Mairie.

| Période                                  | Période   | Identité          | Étiquette | Qualité |
| ---------------------------------------- | --------- | ----------------- | --------- | ------- |
| mars 1971                                | mars 2014 | Raymond Paquelier |           |         |
| mars 2014                                | en cours  | Alain Chaillet    |           |         |
| Les données manquantes sont à compléter. |           |                   |           |         |

## Démographie
L'évolution du nombre d'habitants est connue à travers les recensements de la population effectués dans la commune depuis 1793. Pour les communes de moins de 10 000 habitants, une enquête de recensement portant sur toute la population est réalisée tous les cinq ans, les populations de référence des années intermédiaires étant quant à elles estimées par interpolation ou extrapolation. Pour la commune, le premier recensement exhaustif entrant dans le cadre du nouveau dispositif a été réalisé en 2008.

En 2022, la commune comptait 497 habitants, en évolution de +9,71 % par rapport à 2016 (Saône-et-Loire : −1,06 %, France hors Mayotte : +2,11 %).
| 1793 | 1800  | 1806  | 1821  | 1831  | 1836  | 1841  | 1846  | 1851  |
| ---- | ----- | ----- | ----- | ----- | ----- | ----- | ----- | ----- |
| 680  | 1 206 | 1 331 | 1 255 | 1 284 | 1 322 | 1 353 | 1 390 | 1 410 |

| 1856  | 1861  | 1866  | 1872  | 1876  | 1881  | 1886  | 1891  | 1896  |
| ----- | ----- | ----- | ----- | ----- | ----- | ----- | ----- | ----- |
| 1 438 | 1 368 | 1 438 | 1 338 | 1 377 | 1 388 | 1 364 | 1 375 | 1 399 |

| 1901  | 1906  | 1911  | 1921  | 1926  | 1931  | 1936  | 1946 | 1954 |
| ----- | ----- | ----- | ----- | ----- | ----- | ----- | ---- | ---- |
| 1 413 | 1 420 | 1 415 | 1 225 | 1 166 | 1 077 | 1 020 | 965  | 810  |

| 1962 | 1968 | 1975 | 1982 | 1990 | 1999 | 2006 | 2008 | 2013 |
| ---- | ---- | ---- | ---- | ---- | ---- | ---- | ---- | ---- |
| 744  | 637  | 578  | 569  | 538  | 477  | 482  | 484  | 458  |

| 2018 | 2022 | - | - | - | - | - | - | - |
| ---- | ---- | - | - | - | - | - | - | - |
| 478  | 497  | - | - | - | - | - | - | - |

## Culture locale et patrimoine

### Lieux et monuments
L'étang du Mont du Chat, situé en bordure de la RD 167 à 400 m du bourg, géré par l'A.A.P.P.M.A « La Perche », est utilisé pour la pêche à la ligne.
L'église paroissiale Saint-Thècle est dédiée à la disciple de Saint-Paul et première martyre d'Orient dont le culte est très populaire au Moyen Âge. L'église est pour l'essentiel en briques. Elle se compose d'une nef unique divisée en quatre travées.

### Personnalités liées à la commune
- René Burtin (1892-1975), homme politique né à La Chapelle-Thècle.

## Pour approfondir